# ميغيل سانتين ديل كاستيلو
ميغيل سانتين ديل كاستيلو (بالإسبانية: Miguel Santín del Castillo) (و. 1830 – 1880 م) هو سياسي من السلفادور .